# Bezirksgemeinde Smiltene
Die Bezirksgemeinde Smiltene (lettisch Smiltenes novads) – wie alle Novadi Lettlands in rechtlichem Sinne eine Großgemeinde – liegt im Nordosten Lettlands in der historischen Landschaft Vidzeme. Ihr Verwaltungssitz ist in Smiltene.
Die Bezirksgemeinde entstand im Rahmen einer Verwaltungsreform zum 1. Juli 2021 durch den Zusammenschluss des alten Bezirks Smiltene mit den Bezirken Ape und Rauna.

## Geografie
Das west-östlich gestreckte Gebiet grenzt im Nordosten an Estland, im Osten an die Bezirksgemeinde Alūksne, im Südosten an die Bezirksgemeinde Gulbene, im Südwesten an die Bezirksgemeinde Cēsis, im Nordwesten an die Bezirksgemeinde Valmiera sowie im Norden an die Bezirksgemeinde Valka.
Größte Flüsse im Bezirk sind die Gauja, die Vija und die Vaidava.

## Gemeindeteile
Die Bezirksgemeinde umfasst die 2 Städte (pilsētas) Ape und Smiltene sowie 14 ländliche Gemeindeteile (pagasti):
| - Ape (Land) - Bilska - Blome - Branti - Drusti | - Gaujiena - Grundzāle - Launkalne - Palsmane - Rauna | - Smiltene (Land) - Trapene - Variņi - Vireši |

## Verkehr
Wichtigste Straßenverbindung ist die längs durch die Bezirksgemeinde verlaufende Staatsstraße A2, die Teil der Europastraße 77 ist und von Riga nach Ape und weiter zum Grenzübergang nach Estland führt, der schon in der Bezirksgemeinde Alūksne liegt. Bei Smiltene gibt es einen Flugplatz.

## Nachweise
1. ↑  Law on Administrative Territories and Populated Areas, likumi.lt, abgerufen am 14. August 2021